# Kamala Harris
Kamala Devi Harris (wym.: [ˈkɑːmələ ˈhæɹɪs]; ur. 20 października 1964 w Oakland) – amerykańska polityk i prawniczka, w latach 2021–2025 49. wiceprezydent USA. Wraz z Joe Bidenem została Człowiekiem Roku tygodnika „Time” za rok 2020.
Zastępczyni prokuratora okręgowego hrabstwa Alameda w latach 1990–1998, prokurator okręgowa San Francisco w latach 2004–2011, prokurator generalna Kalifornii w latach 2011–2017, a w latach 2017–2021 senator reprezentująca Kalifornię. 19 listopada 2021 pełniąca obowiązki prezydenta Stanów Zjednoczonych.

## Życiorys

### Młodość i edukacja
Urodziła się 20 października 1964 w Oakland w Kalifornii w rodzinie imigrantów z Indii i Jamajki – lekarki Shyamali Gopalan (1938–2009) i ekonomisty Donalda J. Harrisa (ur. 1938). Imię Kamala w sanskrycie oznacza lotos. Była wychowywana w wierze baptystycznej i hinduskiej. Ma młodszą siostrę, Mayę Harris, która była szefową jej kampanii prezydenckiej.
Jej rodzice rozwiedli się, gdy miała 7 lat, a prawo opieki nad nią i jej siostrą powierzone zostało jej matce. Po rozwodzie, w weekendy odwiedzała swojego ojca, wspólnie ze swoją siostrą, w Palo Alto. Twierdzi, że z powodu koloru ich skóry, dzieci sąsiadów nie mogły się z nimi bawić. Kiedy Harris miała 12 lat, wspólnie z matką i siostrą przeprowadziła się do Montrealu. Jej matka zajmowała się tam pracą badawczą w Żydowskim Szpitalu Ogólnym (Jewish General Hospital) oraz nauczaniem na Uniwersytecie McGilla. Jako nastolatka, współtworzyła małą grupę taneczną składającą się z sześciu tancerzy, którzy występowali w domach kultury i na zbiórkach pieniędzy. Liceum ukończyła w 1981 r.
W 1986 r. ukończyła studia na Uniwersytecie Howarda, zdobywając stopień bachelor’s degree z politologii i ekonomii. Podczas studiów była członkinią rady studentów sztuk wyzwolonych, brała udział w debatach, organizowała programy mentorskie dla miejscowej młodzieży, protestowała przeciwko segregacji rasowej i wstąpiła do korporacji studentek Alpha Kappa Alpha, która była pierwszym tego typu afroamerykańskim studenckim bractwem. Następnie w 1989 na Uniwersytecie Kalifornijskim ukończyła prawo i zdobyła stopień juris doctor. Jako główny powód podjęcia pracy w organach ścigania, Harris podała potrzebę „siedzenia przy stole, przy którym podejmowane są decyzje” oraz to, że „świat potrzebuje więcej prokuratorów, którzy są świadomi społecznie”.

### Kariera prawnicza

#### Kariera przed 2011
W 1990 roku Harris została przyjęta do State Bar of California, otrzymując licencję do wykonywania zawodu prawnika. Specjalizowała się w sprawach dotyczących molestowania seksualnego dzieci. Karierę prawniczą kontynuowała jako zastępczyni prokuratora okręgowego w hrabstwie Alameda od roku 1990 do 1998. W 1998 roku została powołana przez prokuratora miasta San Francisco, Louise Renne, na stanowisko szefowej Wydziału Społeczności i Sąsiedztwa.
Od 2004 do 2010 r. była prokurator okręgową San Francisco i pierwszą w historii kobietą o innym niż biały kolorze skóry pełniącą ten urząd.

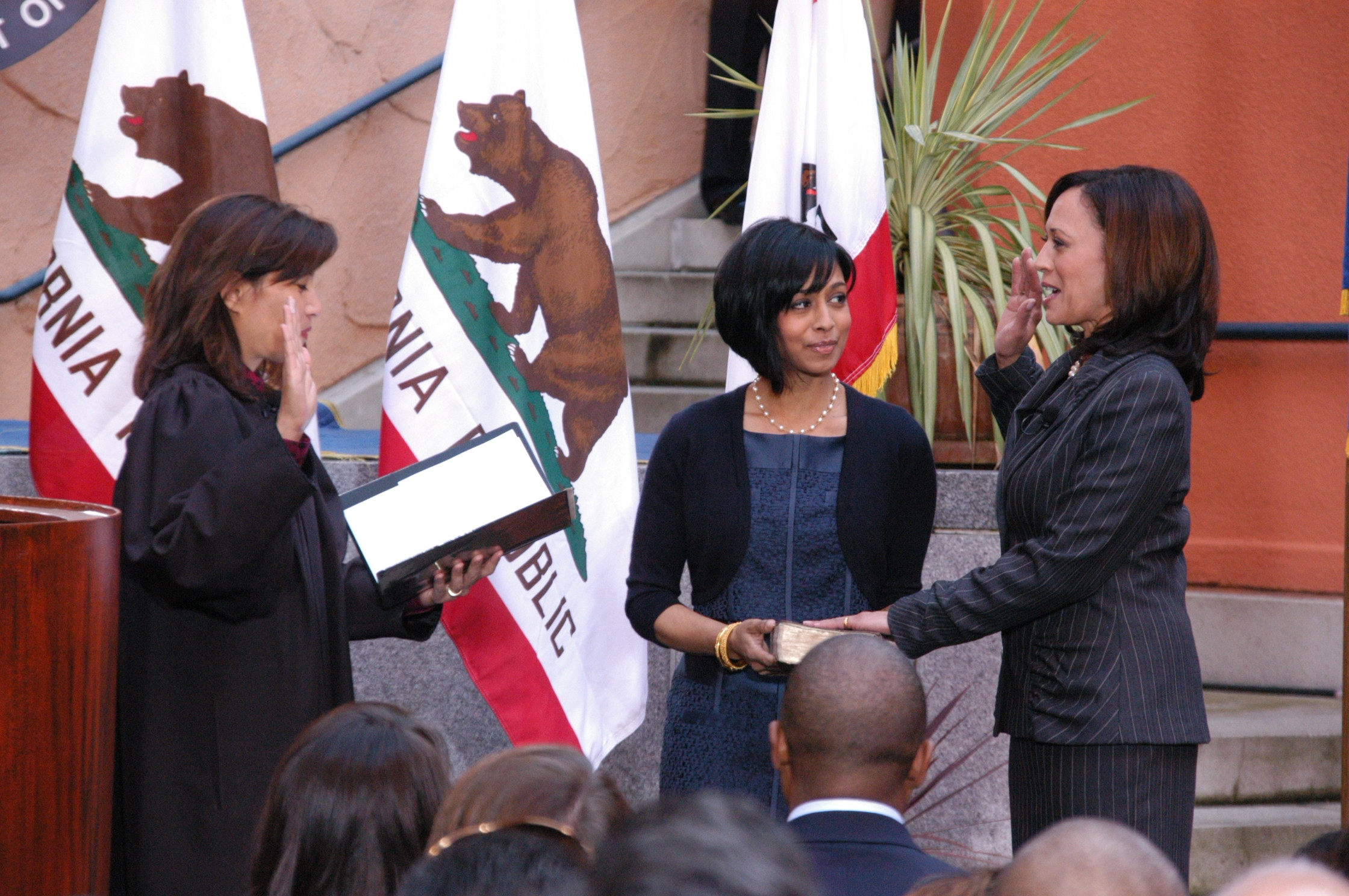
Kamala Harris podczas składania przysięgi prokuratorskiej

#### Prokurator generalny Kalifornii
Od 2011 do 2017 r. była prokurator generalną Kalifornii. Była pierwszą kobietą, pierwszą osobą kolorową i pierwszą osobą azjatyckiego pochodzenia, która pełniła ten urząd. Nazywała siebie progresywną prokurator.
Jest zdeklarowaną przeciwniczką kary śmierci, ale w czasie pełnienia urzędu prokurator generalnej Kalifornii zobowiązała się jej bronić. W 2014 złożyła apelację przeciwko decyzji sędziego federalnego, który uznał karę śmierci za niekonstytucyjną.
Wygrała ugodę w wysokości 25 miliardów dolarów amerykańskich dla właścicieli domów w Kalifornii dotkniętych kryzysem wykluczenia, ale odmówiła wszczęcia postępowania przeciwko firmie OneWest Bank Stevena Mnuchina za naruszenia związane z wykluczeniami w 2013 roku.

### Kariera polityczna

#### Senator Stanów Zjednoczonych
W 2016 r. została wybrana na senator ze stanu Kalifornia z ramienia Partii Demokratycznej. Stała się drugą kolorową kobietą i pierwszą osobą południowoazjatyckiego pochodzenia, która została wybrana do Senatu USA. Pracowała w Komisji ds. Bezpieczeństwa Wewnętrznego i Spraw Rządowych, Komisji ds. Wywiadu, Komisji ds. Sądownictwa i Komisji ds. Budżetu. Skutkiem wyboru na wiceprezydent, Harris zrezygnowała z mandatu senatorskiego z dniem 18 stycznia 2021 roku.

#### Wybory prezydenckie w 2020 roku

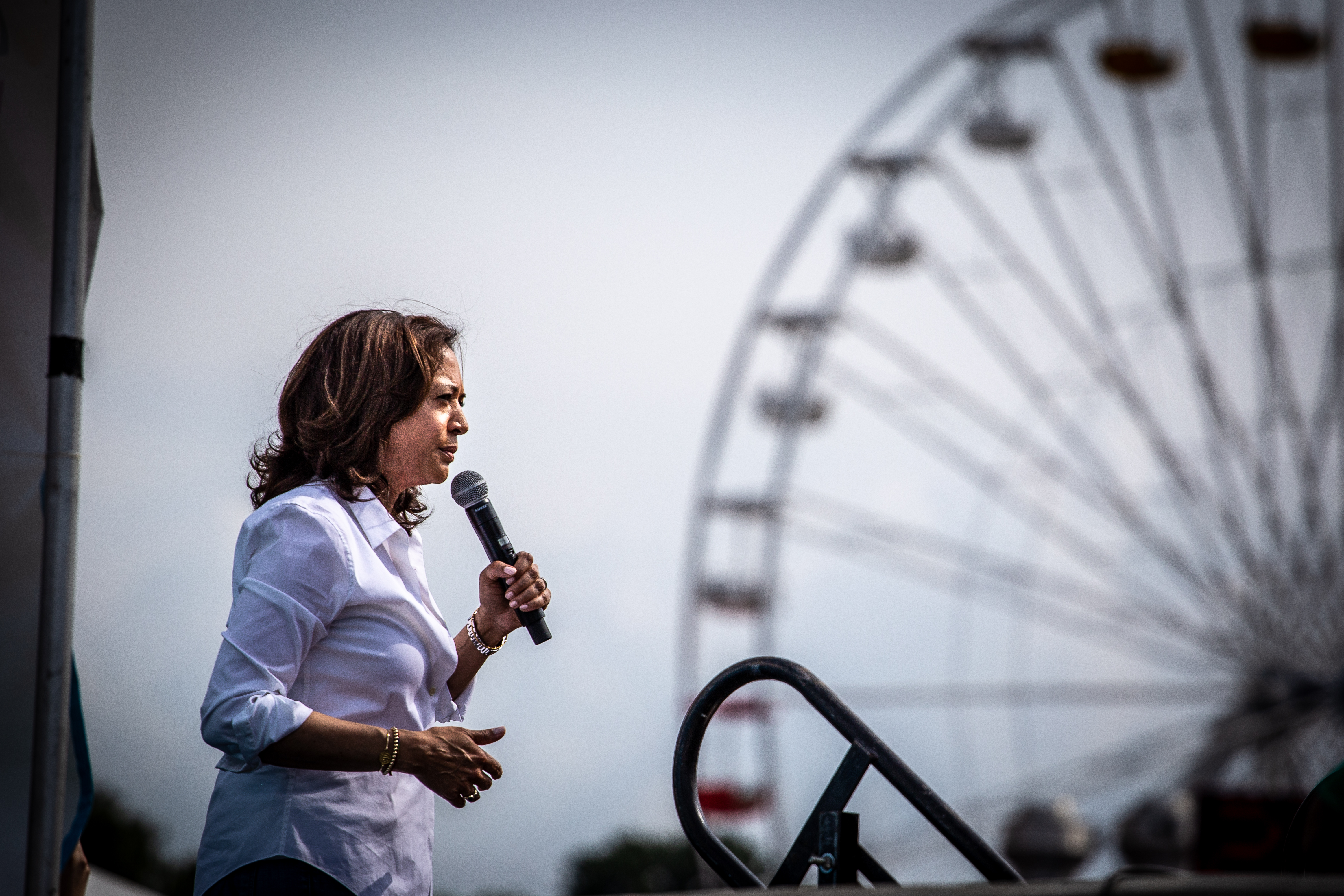
Kamala Harris prowadząca kampanię wyborczą w stanie Iowa

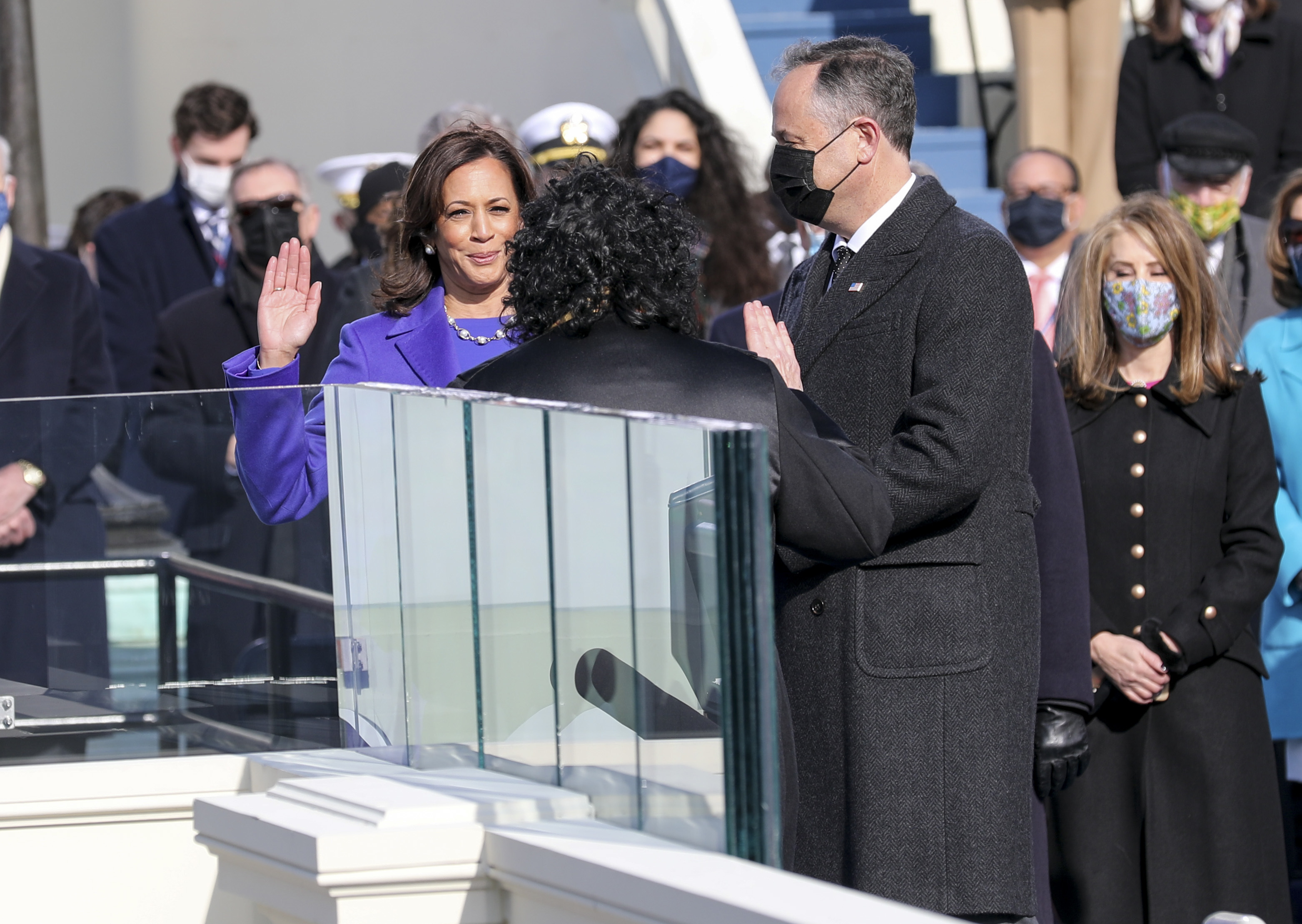
Kamala Harris, składająca przysięgę, 20 stycznia 2021

21 stycznia 2019 w programie telewizyjnym Good Morning America telewizji ABC News ogłosiła rozpoczęcie swojej kampanii wyborczej w prawyborach Partii Demokratycznej przed wyborami prezydenckimi zaplanowanymi na następny rok. Zdecydowała się ogłosić swoją kandydaturę w Dzień Martina Luthera Kinga, ponieważ uważa Kinga za swojego inspiratora.
Swoją kampanią wyborczą nawiązywała do Shirley Chisholm – pierwszej czarnoskórej osoby z jednej z głównych partii politycznych, kandydującej w wyborach prezydenckich w Stanach Zjednoczonych. Odzwierciedleniem tego były między innymi kolory jej kampanii: żółty, czerwony i niebieski.
Na początku kampanii wyborczej miała dobre wyniki w sondażach. Po drugiej debacie Partii Demokratycznej w lipcu jej notowania zaczęły jednak spadać. Część analityków spekulowała, że może to wynikać z prezentowanej postawy, która nie była jednoznacznie progresywna lub umiarkowana.
3 grudnia 2019 wycofała swoją kandydaturę z powodu wyczerpania środków finansowych na prowadzenie kampanii.
11 sierpnia 2020 Joe Biden ogłosił Harris swoją kandydatką na urząd wiceprezydenta Stanów Zjednoczonych w wyborach prezydenckich w Stanach Zjednoczonych w 2020 roku. Jest trzecią kobietą w historii wyznaczoną na kandydata na wiceprezydenta przez jedną z dwóch głównych sił politycznych w Stanach Zjednoczonych, wcześniej były to Geraldine Ferraro w 1984 i Sarah Palin w 2008.

### Wiceprezydent Stanów Zjednoczonych

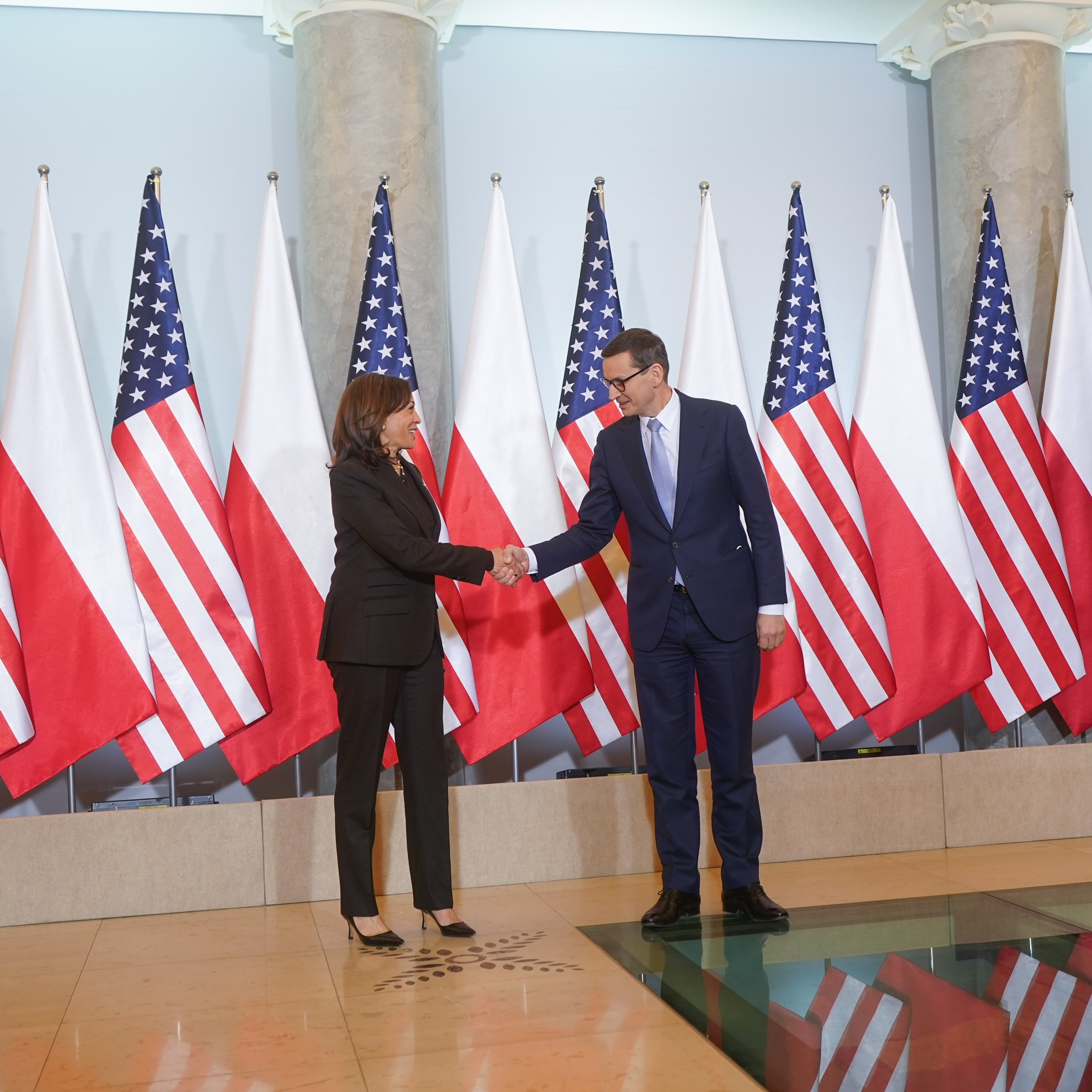
Wiceprezydent Kamala Harris i premier Polski Mateusz Morawiecki podczas wizyty w Polsce, 2022

20 stycznia 2021 jako pierwsza osoba kolorowa i pierwsza kobieta została zaprzysiężona na 49. wiceprezydenta Stanów Zjednoczonych. W efekcie wyboru na stanowisko wiceprezydent Stanów Zjednoczonych Kamali Harris przysługuje tytuł przewodniczącej Senatu Stanów Zjednoczonych, w głosowaniu bierze ona udział jedynie w wypadku równego podziału głosów w celu przełamania remisu.
Harris zrezygnowała z mandatu w Senacie 18 stycznia 2021, dwa dni przed zaprzysiężeniem na wiceprezydenta. Jej pierwszym aktem jako wiceprezydenta było zaprzysiężenie jej następcy Alexa Padilli i senatorów ze stanu Georgia Raphaela Warnocka i Jona Ossoffa, którzy zostali wybrani w drugiej turze wyborów w stanie Georgia w 2021 r.
Harris oddała swoje pierwsze z dwóch głosów w dogrywce 5 lutego 2021 r. W lutym i marcu głosy Harris w jej roli jako przewodniczącej Senatu miały kluczowe znaczenie dla uchwalenia pakietu stymulacyjnego American Rescue Plan Act w 2021, zaproponowanego przez prezydenta Bidena, ponieważ żaden republikanin w Senacie nie głosował za pakietem.
19 listopada 2021 Kamala Harris pełniła obowiązki prezydenta, podczas gdy Joe Biden przeszedł pod narkozą zabieg kolonoskopii. Stała się pierwszą kobietą w historii, która sprawowała władzę prezydenta Stanów Zjednoczonych Ameryki.

### Wybory prezydenckie w 2024

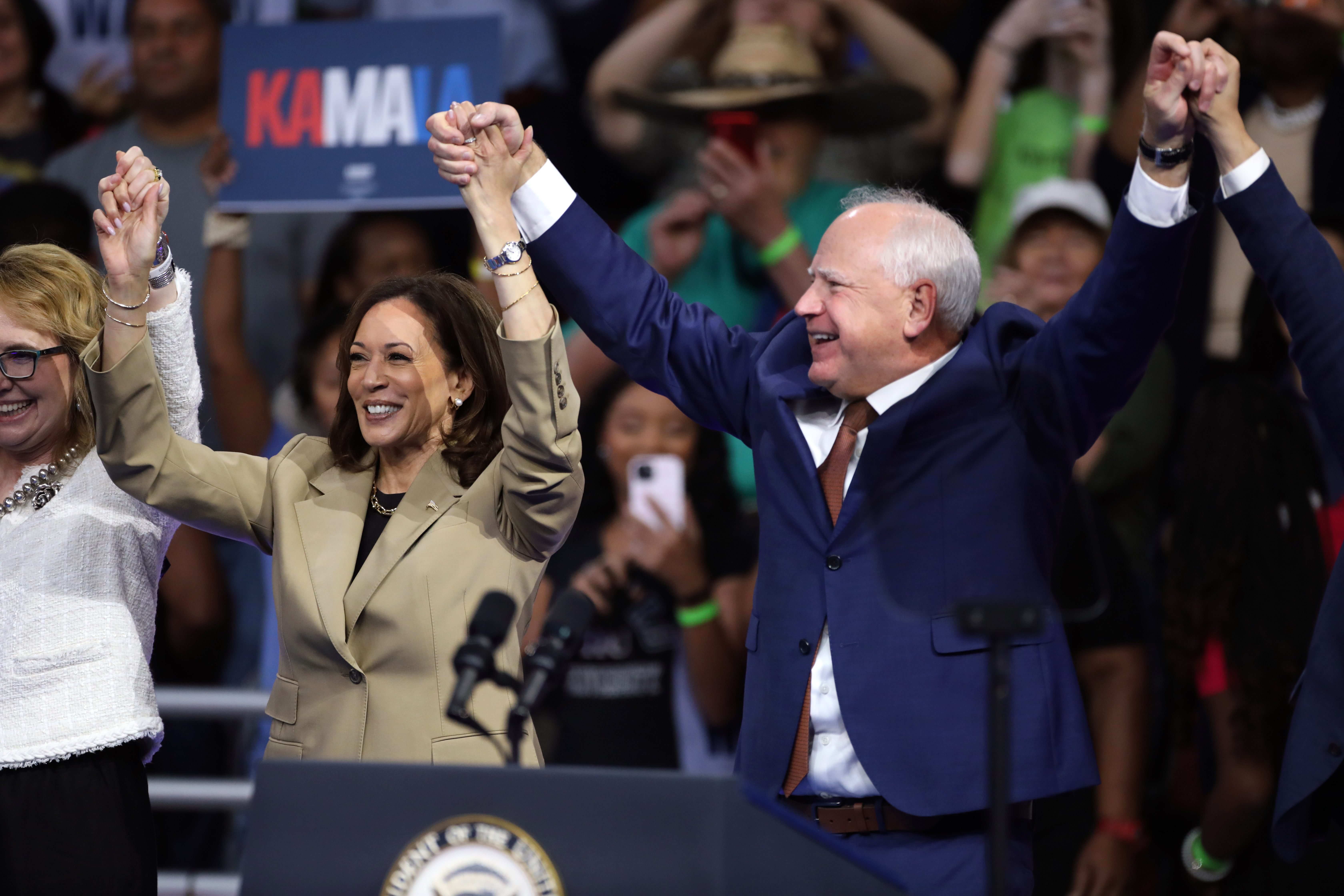
Kamala Harris i Tim Walz na wiecu wyborczym w Glendale w Arizonie

Jako urzędujący pierwszą kadencję prezydent Biden był naturalnym kandydatem dla Demokratów. Początkowo uzyskał poparcie większości delegatów partii, którzy mieli nominować jego i Harris podczas wirtualnego głosowania na początku sierpnia. Jednak po bardzo słabym występie w debacie z Donaldem Trumpem (27 czerwca 2024) zaczęły narastać naciski, by prezydent sam zrezygnował z kandydowania.
Media obiegały kolejne wpadki prezydenta, które przypisywano jego zaawansowanemu wiekowi i zmęczeniu. Biden długo zaprzeczał plotkom o rezygnacji i publicznie nadal wyrażał wolę kandydowania. Dopiero po nieudanym zamachu na Trumpa podczas wiecu w Pensylwanii, po którym sondaże stały się jeszcze mniej korzystne dla kandydata Demokratów, ogłosił rezygnację ze startu w wyborach prezydenckich argumentując swoją decyzję „dobrem partii demokratycznej oraz całego państwa”; na swoją następczynię zaproponował Harris jako kandydatkę Partii Demokratycznej na urząd prezydenta.
Decyzja Joego Bidena nastąpiła 29 dni przed rozpoczęciem Narodowej Konwencji Demokratów. Dzień później Kamala Harris zapewniła sobie wystarczającą liczbę delegatów, aby zostać kandydatem demokratów.
Ze względu na obawy dotyczące terminów głosowania w Ohio partia przeprowadziła wirtualne głosowanie delegatów w celu wybrania kandydata partii przed osobistą konwencją, na której Harris zapewniła sobie większość głosów delegatów 2 sierpnia. Harris zapewniła sobie nominację po zamknięciu głosowania 6 sierpnia. Tego samego dnia ogłosiła wybór Tima Walza na swojego kandydata na wiceprezydenta w tychże wyborach, co zostało potwierdzone tej nocy.
22 sierpnia 2024 podczas ostatniego dnia Krajowej Konwencji Demokratów przyjęła oficjalnie nominację partii na prezydenta Stanów Zjednoczonych Ameryki podczas czwartego dnia. Jest pierwszą czarnoskórą kobietą nominowaną na prezydenta w wyborach oraz drugą kobietą (ostatnią była Hillary Clinton w 2016) nominowaną przez jedną z dwóch głównych sił politycznych w Stanach Zjednoczonych i pierwszą nominowaną, która nie brała udziału w prawyborach jako kandydat na prezydenta od czasu Huberta Humphreya w 1968 roku.
W wyborach, które odbyły się 5 listopada 2024, Harris przegrała w Kolegium Elektorów, zdobywając 226 głosów elektorskich wobec 312 głosów Trumpa. Trump wygrał we wszystkich kluczowych stanach, a także utrzymał wszystkie stany, w których wygrał w 2020 roku. Harris przegrała w głosowaniu powszechnym zdobywając 75 009 338 (48,3%), przy czym Trump otrzymał 77 297 721 (49,8%). Wygrała w m.in. w Kalifornii, Massachusetts, Illinois, Nowym Jorku, Waszyngtonie i Wirginii.

## Wyniki wyborcze

Logo kampanii wyborczej do Senatu Stanów Zjednoczonych (2016)

Logo kampanii prezydenckiej (2020)

Logo kampanii prezydenckiej (2024)

| Rok  | Organ                                            | Partia            | Partia               | Wynik             |
| ---- | ------------------------------------------------ | ----------------- | -------------------- | ----------------- |
| 2003 | Prokurator okręgowa San Francisco                |                   | bezpartyjna          | 66 248 (33,6%)    |
| 2003 | Prokurator okręgowa San Francisco                | 137 111 (56,5%)   | bezpartyjna          |                   |
| 2007 | Prokurator okręgowa San Francisco                | 114 561 (98,5%)   | bezpartyjna          |                   |
| 2010 | Prokurator generalna Kalifornii                  |                   | Partia Demokratyczna | 4 442 781 (46,1%) |
| 2014 | Prokurator generalna Kalifornii                  | 2 177 480 (53,2%) | Partia Demokratyczna |                   |
| 2014 | Prokurator generalna Kalifornii                  | 4 102 649 (57,5%) | Partia Demokratyczna |                   |
| 2016 | Senator Stanów Zjednoczonych                     | 3 000 689 (39,9%) | Partia Demokratyczna |                   |
| 2016 | Senator Stanów Zjednoczonych                     | 7 542 753 (61,6%) | Partia Demokratyczna |                   |
| 2020 | Prawybory prezydenckie Partii Demokratycznej     | 844 (0,00%)       | Partia Demokratyczna |                   |
| 2020 | Prawybory wiceprezydenckie Partii Demokratycznej | [ d ]             | Partia Demokratyczna |                   |
| 2020 | wiceprezydent Stanów Zjednoczonych               | 306 (56,88%)      | Partia Demokratyczna |                   |
| 2024 | prezydent Stanów Zjednoczonych                   | 226 (48,3%)       | Partia Demokratyczna |                   |

## Poglądy polityczne

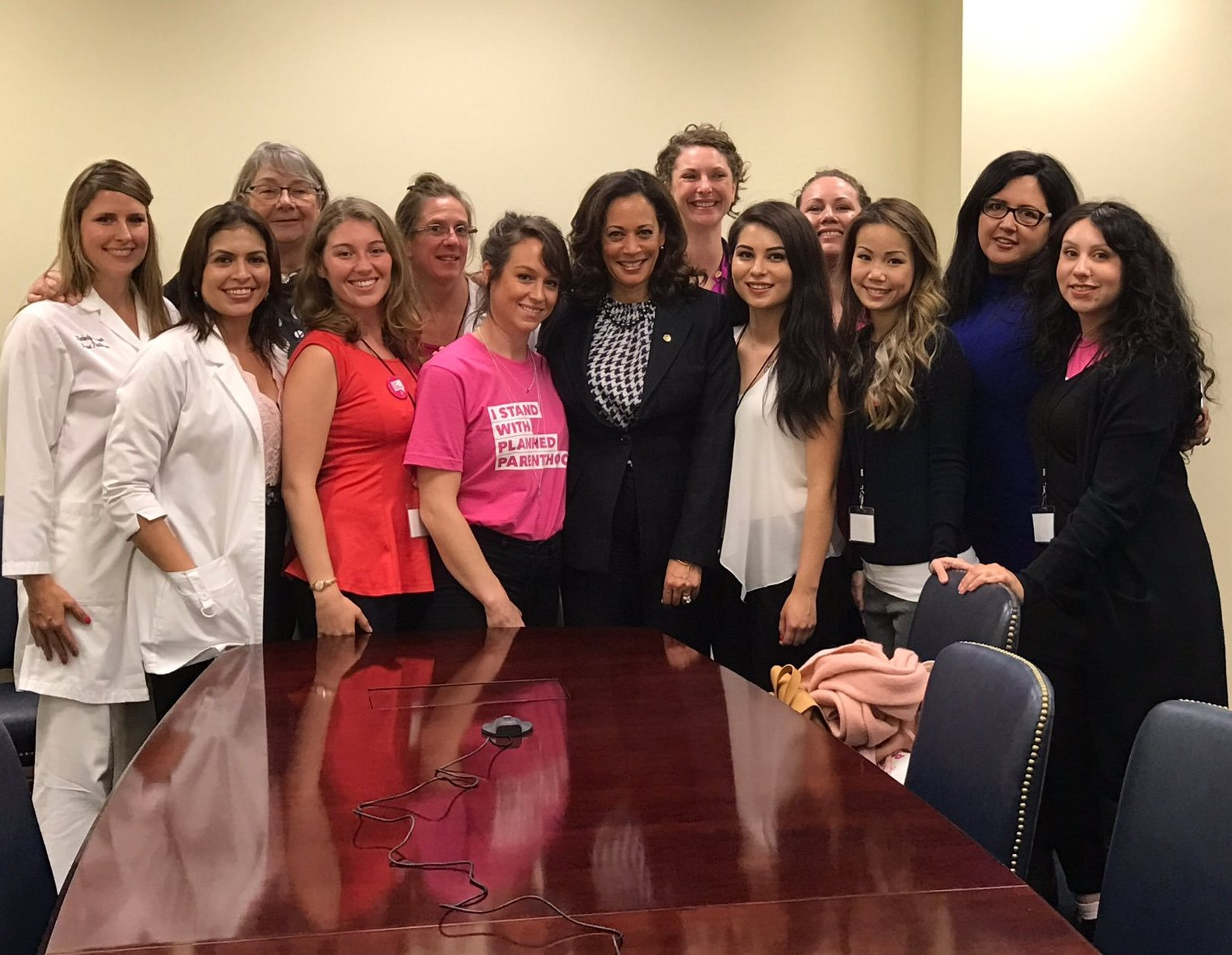
Kamala Harris z członkiniami Planned Parenthood

Harris wspiera ruch pro-choice. W czasie kampanii prezydenckiej w 2019 roku opowiedziała się za tym, aby poszczególne stany przed ograniczeniem dostępu kobiet do aborcji, musiały uzyskać zgodę władz federalnych. Uważa, że należy walczyć z dyskryminacją rasową, zreformować policję i wymiar sprawiedliwości. Poparła zaproponowaną przez progresywnego senatora Berniego Sandersa ustawę Medicare for All oraz podniesienie płacy minimalnej do $15 na godzinę na poziomie federalnym. Wspiera małżeństwa osób tej samej płci. Uważa, że „wierność praworządności stanowi podstawę amerykańskiej demokracji”.

## Życie prywatne
Jest baptystką. Jej mężem od 2014 roku jest Douglas Emhoff, prawnik. Jest macochą dwojga dzieci, w tym artystki Elli Emhoff.

## Nagrody i wyróżnienia

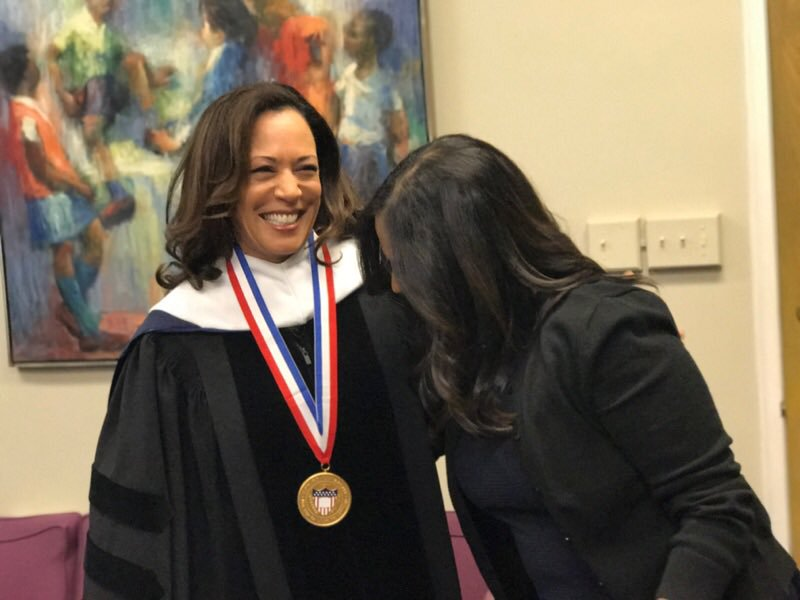
Kamala Harris na Uniwersytecie Howarda (2017)

W 2005 roku National Black Prosecutors Association przyznało Kamali Harris Nagrodę Thurgooda Marshalla. W tym samym roku Newsweek umieścił ją na liście „20 najpotężniejszych kobiet w Stanach Zjednoczonych”. W 2006 roku Uniwersytet Howarda nagrodził ją „za wybitną pracę na polach prawa i służby publicznej. W 2008 roku miesięcznik California Lawyer uznał ją za jedną z 34 prawników roku. W 2008 reporterka The New York Times wymieniła, ją jako potencjalną przyszłą prezydent Stanów Zjednoczonych.
W 2010 roku The Daily Journal uznał Kamalę Harris za jedną ze 100 najlepszych prawników w Kalifornii. W 2013 roku tygodnik Time nazwał ją jedną ze 100 najbardziej wpływowych osób na świecie. W 2018 r. uzyskała ECOS Environmental Award. Razem z Joem Bidenem została uhonorowana nagrodą Człowiek Roku 2020 magazynu „Time”.

### Tytuły honorowe
| Stan              | Data         | Uniwersytet                        | Tytuł naukowy            | Źr.    |
| ----------------- | ------------ | ---------------------------------- | ------------------------ | ------ |
| Kalifornia        | 15 maja 2015 | Uniwersytet Południowej Kalifornii | Doctor of Laws           | [ 71 ] |
| Dystrykt Kolumbii | 13 maja 2017 | Uniwersytet Howarda                | Doctor of Humane Letters | [ 72 ] |